# Anthony Steel
Anthony Steel, född 21 maj 1920 i London, död 21 mars 2001 i London, var en brittisk skådespelare.
Han gjorde scendebut 1948. Steel var en lång och atletisk man och medverkade från slutet av 1950-talet huvudsakligen i internationella filmer.
Åren 1956-1959 var han gift med den svenska skådespelerskan Anita Ekberg. När hon medverkade i TV-programmet Gäst hos Hagge den 2 mars 1982 kommenterade hon äktenskapet med orden : "Jag trodde att jag hade gift mig med en karl, men det visade sig att jag hade gift mig med en levande whisky-panna i stället".

## Filmografi (urval)
- Trähästen (1950)
- Skratt i paradiset (1951)
- De fyra fjädrarna (1955)
- Med fara för livet (1959)
- The Switch (1963)
- Spegeln sprack från kant till kant (1980)
- The Glory Boys (1984; TV-film)